# Ronde van Frankrijk 2022/Zeventiende etappe
De zeventiende etappe van de Ronde van Frankrijk 2022 werd verreden op 20 juli met start in Saint-Gaudens en finish in Peyragudes. Het betrof een bergrit over 130 kilometer.

## Uitslag
| Saint-Gaudens – Peyragudes (130 km) |                  |                   |          |
| Plaats                              | Naam             | Ploeg             | Tijd     |
| 1                                   | Tadej Pogačar    | UAE Team Emirates | 3u25'51" |
| 2                                   | Jonas Vingegaard | Team Jumbo-Visma  | z.t.     |
| 3                                   | Brandon McNulty  | UAE Team Emirates | + 32"    |

| Algemeen klassement |                  |                   |           |
| Plaats              | Naam             | Ploeg             | Tijd      |
| Gele trui           | Jonas Vingegaard | Team Jumbo-Visma  | 67u53'54" |
| 2                   | Tadej Pogačar    | UAE Team Emirates | + 2'18"   |
| 3                   | Geraint Thomas   | INEOS Grenadiers  | + 4'56"   |

## Opgaves
- Fabio Felline (Astana Qazaqstan): Opgave in de etappe vanwege luchtwegproblemen
- Rafał Majka (UAE Team Emirates): Niet gestart vanwege een dijbeenblessure opgelopen in de vorige etappe
- Tim Wellens (Lotto Soudal): Niet gestart wegens een positieve coronatest [1]

1e etappe ·
2e etappe ·
3e etappe ·
4e etappe ·
5e etappe ·
6e etappe ·
7e etappe ·
8e etappe ·
9e etappe ·
10e etappe ·
11e etappe ·
12e etappe ·
13e etappe ·
14e etappe ·
15e etappe ·
16e etappe ·
17e etappe ·
18e etappe ·
19e etappe ·
20e etappe ·
21e etappe
Startlijst · Eindstanden · Afbeeldingen